# Synagoga w Nasielsku
Synagoga w Nasielsku – drewniana, zbudowaną w końcu XVII w. lub na początku XVIII w. znajdowała się w miejscowości Nasielsk w województwie mazowieckim przy dawnej ulicy Berka Joselewicza (obecnie Stefana Starzyńskiego 6-8) do 1880, w którym została rozebrana z powodu złego stanu technicznego. Na jej miejscu wybudowano synagogę murowaną, która przetrwała do 1951 r. 
Zbudowana w XVII w. (XVIII w.) w stylu barokowym z drewna uchodziła za jeden z najpiękniejszych przykładów tego typu architektury na Mazowszu. Wzniesiona z fundacji Simchy Weissa, syna Szlomo z Łucka, rozebrana została w 1880 z uwagi na zły stan techniczny. Mogła pomieścić jednorazowo ponad 1000 osób.
Zbudowana była na planie prostokąta o wymiarach 22 na 30 metrów i miała trzy kondygnacje. Przykryta była dachem łamanym krytym gontem. Kondygnacja górna dwuspadowa z niewielkimi przyczółkami, dolna o mniejszym nachyleniu, czterospadowa spoczywającą na ściance kolankowej ustawionej na zewnętrznej krawędzi wysuniętego gzymsu.
Wysoka sala główna modlitw, na planie zbliżonym do kwadratu (13,00 × 13,20 m) otoczona była z trzech stron pomieszczeniami: w przyziemiu od zachodu sienią i z boków babińcami. Na sienią dobudowano trzeci babiniec poprzedzony dwukondygnacyjną galerią, dostępną z dwóch stron zewnętrznymi schodami. W narożnikach usytuowano dwa dwukondygnacyjne alkierze przekryte dachem namiotowym, w przyziemiu otwarte, na słupach, osłaniały wejścia do babińców i boczne drzwi do sieni.